# Rehe (Westerwald)

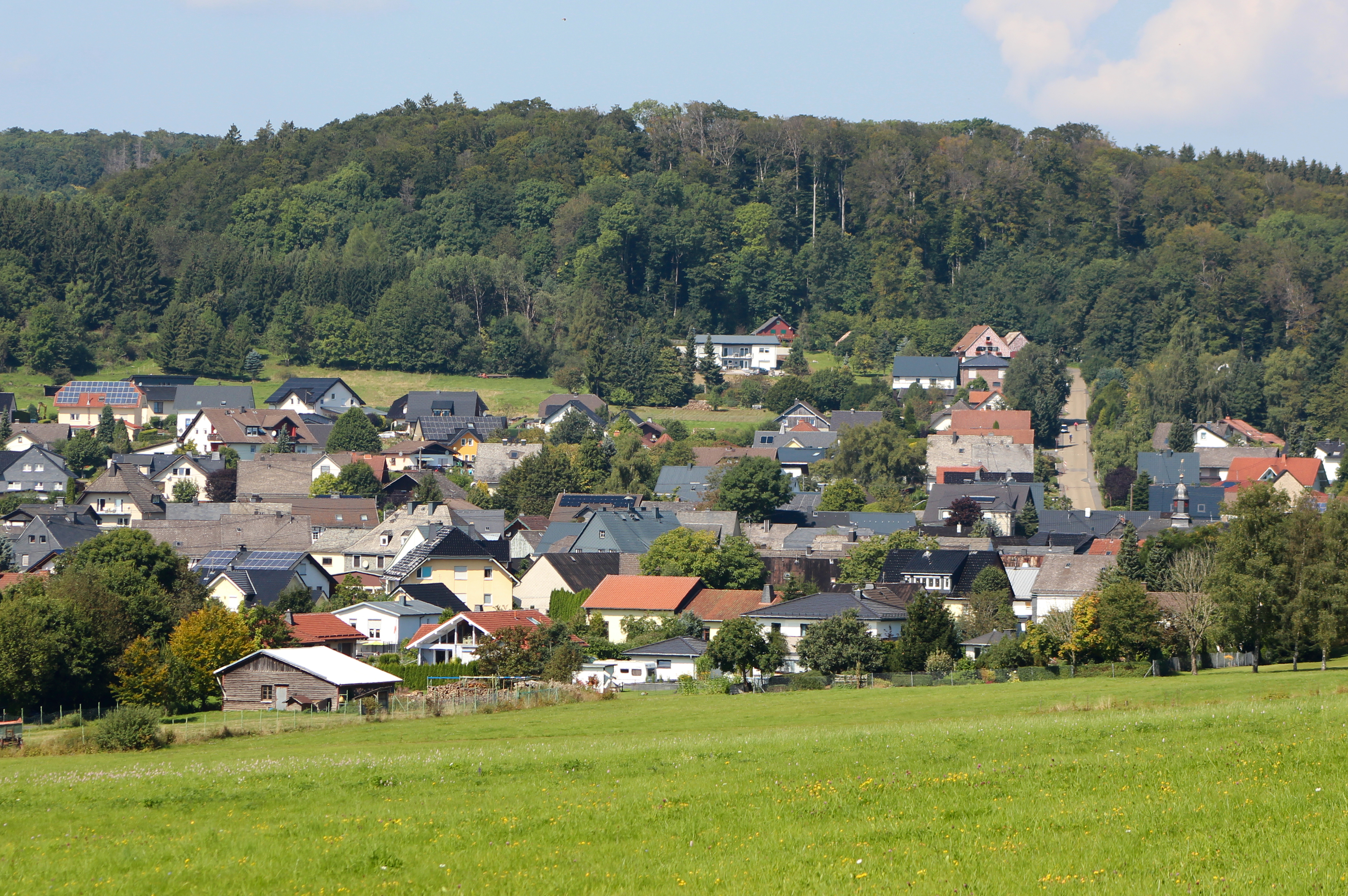
Ansicht von Rehe

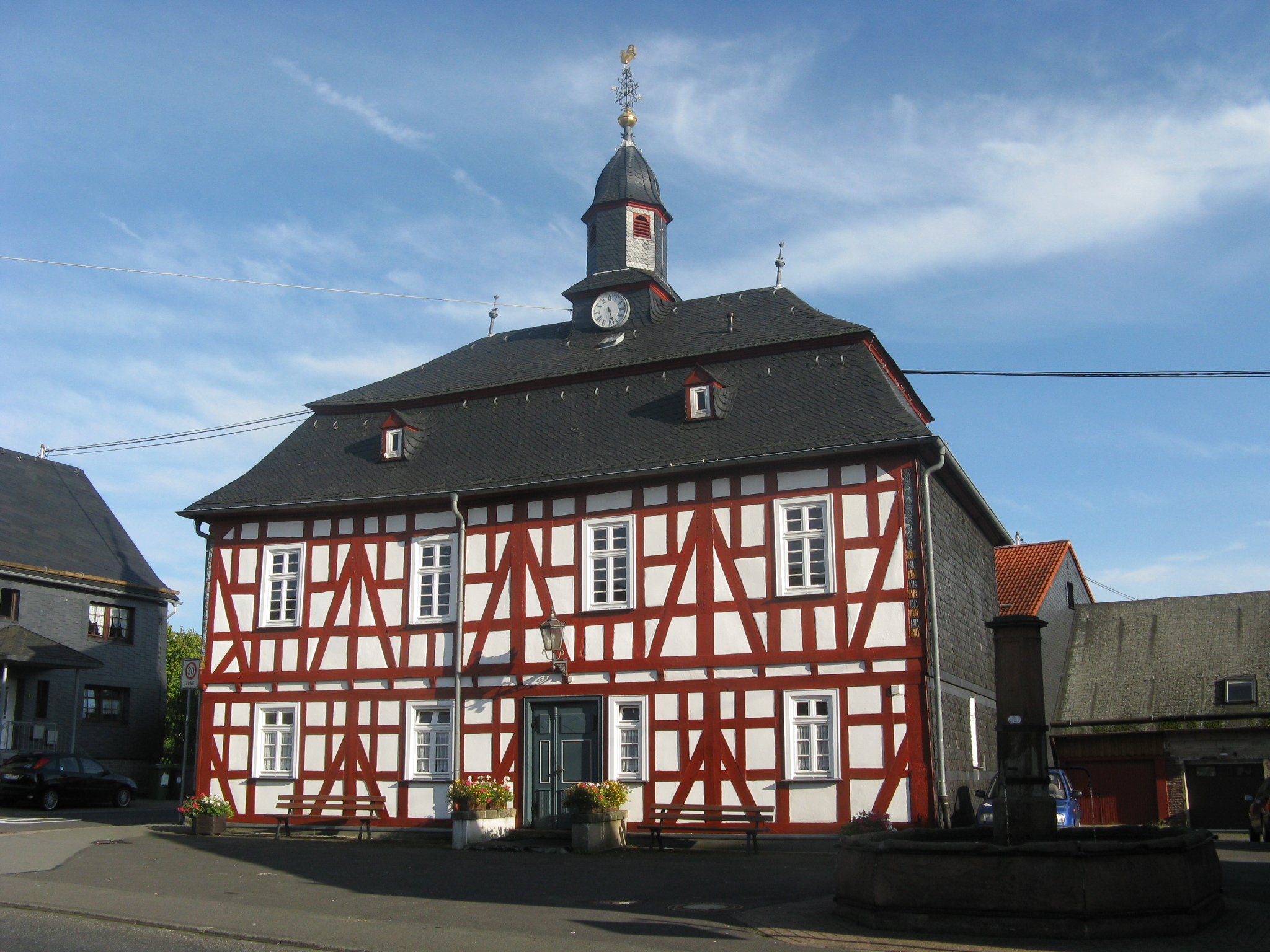
Rathaus in Rehe

Rehe ist eine Ortsgemeinde im Westerwaldkreis in Rheinland-Pfalz. Sie gehört der Verbandsgemeinde Rennerod an.

## Geographische Lage
Die Gemeinde liegt im Westerwald im äußersten Nordosten von Rheinland-Pfalz, direkt an der Landesgrenze zu Hessen. Die nächsten größeren Städte sind Siegen (29 Kilometer nördlich), Wetzlar (28 Kilometer östlich) und Limburg an der Lahn (29 Kilometer südlich). Im Ortsgebiet befindet sich der größte Teil der Krombachtalsperre, deren Staudamm bereits auf dem Gebiet der hessischen Gemeinde Driedorf liegt.

## Geschichte
Der Ort wurde um das Jahr 1300 erstmals urkundlich erwähnt. Der Ort war wohl schon seit dem Mittelalter Teil des Kirchspiels Emmerichenhain und mit diesem der Herrschaft zum Westerwald. Für die Zeit um 1440 ist eine eigene Kapelle nachgewiesen. Sie verfügte über den einzigen Kirchhof im Kirchspiel, mit Ausnahme der zentralen Kirche in Emmerichenhain. Ein Schulhaus ist erstmals 1737 im Zusammenhang mit seinem drohenden Einsturz erwähnt. 1741 wurde ein neues von der Gemeinde erbautes Schulhaus mit Kapelle im Obergeschoss fertiggestellt.
Im Jahr 1534 werden im Ort fünf Vogtleute und 15 Nassau-Beilsteiner Eigenleute erwähnt und 1577 elf dienstpflichtige Häuser. 1607 werden 18 Mann erwähnt und 1643 36 Einwohner. 1711 gab es 30 Familien, 1750 243 Einhwohner und 1807 342 Einwohner. 1828 wurden 22 Handwerker und Gewerbetreibenden im Ort registriert.

## Politik

### Gemeinderat
Der Gemeinderat in Rehe besteht aus 16 Ratsmitgliedern, die bei der Kommunalwahl am 9. Juni 2024 in einer Mehrheitswahl gewählt wurden, und dem ehrenamtlichen Ortsbürgermeister als Vorsitzendem.

### Bürgermeister
Julian Hommel wurde am 1. August 2025 Ortsbürgermeister von Rehe. Da für die Direktwahl am 9. Juni 2024 kein gültiger Wahlvorschlag eingereicht wurde, oblag die Neuwahl des Bürgermeisters gemäß rheinland-pfälzischer Gemeindeordnung dem Rat. Da dieser zunächst keinen Bewerber fand, führte der bisherige Bürgermeister Johannes Beul das Amt geschäftsführend noch bis zur Neuwahl 2025 weiter.
Im Zeitraum von 1999 bis 2014 sowie 2019 bis 2025 war Johannes Beul Ortsbürgermeister von Rehe. Zwischenzeitlich hatte Christin Hahnenstein das Amt von 2014 bis 2019 ausgeübt.

### Wappen
| Wappen von Rehe | Blasonierung: „Im Schild ein eingebogenes von Blau und Silber gespaltenes Göpelstück; vorn in Gold ein blaues stilisiertes Fachwerkgebäude; hinten in Grün nebeneinander zwei silberne Zahnradvierteln, eine aufrechte goldene Ähre, die zwei übereinanderstehende Kreisbögen überzieht.“ |
| Wappen von Rehe | |

## Kultur und Sehenswürdigkeiten
Das Rathaus von Rehe ist ein Fachwerkhaus aus dem frühen 18. Jahrhundert mit geschnitzten Blattwerk-Ornamenten an den Pfosten und an der Holztür. In seinem Obergeschoss befindet sich ein protestantischer Betsaal mit Bänken und Kanzel von 1741. Der damalige Pfarrer Johann Heinrich Manderbach (1699–1767) hatte es als Lateinschule erbaut.
Mehrere Fachwerkhäuser zeugen von typischer Westerwälder Landbauweise: Das Dach ist nur an einer oder zwei Seiten tief herabgezogen. Auch die zeitgenössischen Einfamilienhäuser Rehes orientieren sich teilweise an dieser traditionellen Bauweise.
Durch Rehe führt der im Mai 2008 eröffnete Westerwaldsteig. Durch diese Anbindung und neue Gastronomiebetriebe in den historischen Fachwerkhäusern erfährt der Ort eine touristische Aufwertung.
Siehe auch Liste der Kulturdenkmäler in Rehe (Westerwald)

## Wirtschaft und Infrastruktur

### Wirtschaft
- Rehe ist Sitz des Entwicklungs- und Produktionsstandorts der Firma ABUS (August Bremicker Söhne KG).
- Nördlich des Ortszentrums befindet sich mit dem Christlichen Gästezentrum Westerwald ein christliches Erholungs- und Tagungshaus mit 160 Zimmern, Seminarräumen, Café und Schwimmbad.[7]

### Verkehr
- Direkt durch den Ort verläuft die B 255, die von Montabaur nach Herborn führt.
- Die nächste Autobahnanschlussstelle ist Herborn an der A 45 Dortmund–Hanau, etwa 14 Kilometer entfernt.
- Der nächstgelegene ICE-Halt ist der Bahnhof Montabaur an der Schnellfahrstrecke Köln–Rhein/Main.
- Rehe hatte von 1906 bis 1959 im Personenverkehr und im Güterverkehr bis 1967 direkten Bahnanschluss durch die Westerwaldquerbahn. Heute verläuft auf der alten Bahnstrecke zum Teil ein Fahrradweg, der alte Bahnhof Rehe ist Wohnhaus.